# Valgmøde
Et traditionelt valgmøde er en paneldiskussion mellem politikere fra flere partier og med et publikum til at stile spørgsmål til politikerne. 
Før tv-mediets gennembrud var valgmøder mere besøgt end i dag, hvor tv-mediet har taget publikum fra valgmøderne med debat på tv mellem politikkerne. Et valgmøde starter ofte med en præsentation af de deltagende politikker hvorefter de for at præsentere deres budskab indenfor en forud bestemt tidsramme, efter denne runde hvor politikkerne præsenterer deres politiske budskab er der spørgerunde fra salen publikum.
| Politik | Spire Denne artikel om politik og ideologi er en spire som bør udbygges. Du er velkommen til at hjælpe Wikipedia ved at udvide den. |